# Volodymyrivka
Volodymyrivka (en ukrainien : Володимирівка, en russe : Влади́мировка, Vladimirovka) est une commune urbaine de l'est de l'Ukraine, dans l'oblast de Donetsk, dépendante du raïon de Volnovakha, et de la communauté territoriale d'Olhynka. Sa population s'élevait à 6325 habitants en 2019.

## Géographie
La commune se trouve au bord de la rivière Kachlahatch, affluent droit de la rivière Mokri Yaly, puis de la rivière Vovtcha et de la Samara dans le système hydrologique du fleuve Dniepr. Elle est limitrophe au nord de la commune urbaine de Blahodatne. Elle se trouve à 15,5 km au nord-est de la ville de Volnovakha, et à 43 km au sud-ouest de la ville de Donetsk.